# Borophagus
Borophagus Cope 1892 (sin. Osteoborus Stirton & VanderHoof 1933)  è un genere estinto di mammiferi carnivori, appartenente ai canidi. Visse in Nordamerica nel Miocene.

## Un cane "spaccaossa"

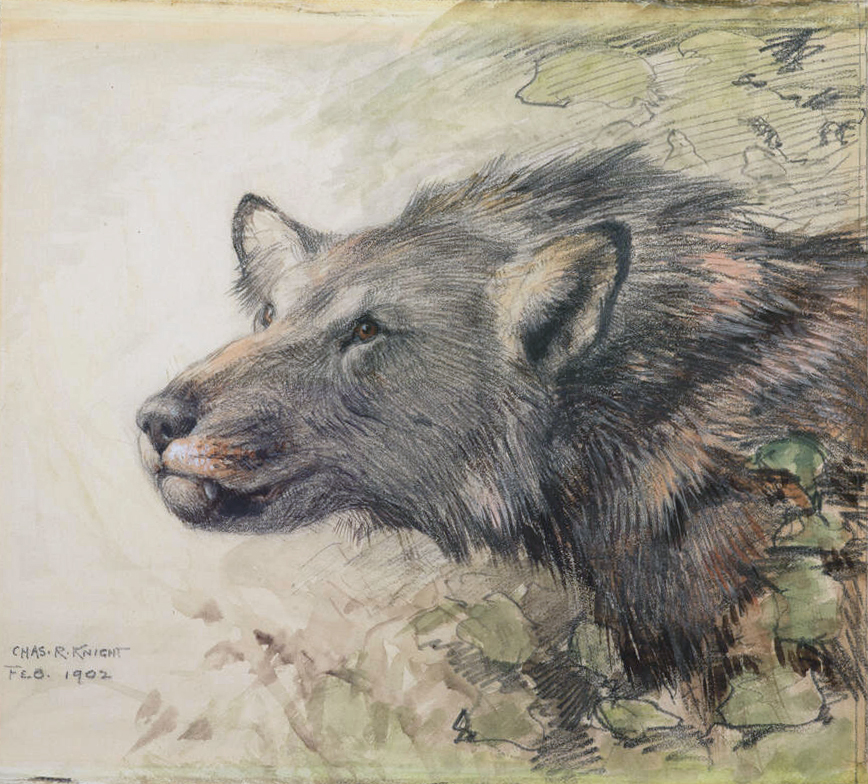
Ricostruzione di Charles R. Knight di Osteoborus

Questo grande canide possedeva una testa particolarmente massiccia, dotata di una dentatura formidabile. Il soprannome di questo animale, infatti, è "cane spaccaossa", proprio per le mascelle potentissime e per i denti grandi. Altra caratteristica era rappresentata dalla volta cranica ispessita, forse usata per i combattimenti tra rivali.
L'osteoboro fa parte di una sottofamiglia di canidi detti borofagini, estintisi nel Pleistocene, dotati di caratteristiche simili a quelle delle iene, che fanno pensare ad animali necrofagi, piuttosto che predatori. Probabilmente, però, l'osteoboro e i suoi parenti non disdegnavano la caccia aperta ai numerosi erbivori che in quel tempo vagavano nelle grandi pianure.